# Antignac (Haute-Garonne)
Antignac település Franciaországban, Haute-Garonne megyében. Lakosainak száma 86 fő (2022. január 1.). Antignac Cier-de-Luchon, Moustajon, Saccourvielle, Saint-Paul-d’Oueil, Salles-et-Pratviel és Juzet-de-Luchon községekkel határos.

## Népesség
A település népességének változása:
| Lakosok száma | 61   | 55   | 94   | 102  | 108  | 110  | 116  | 99   | 90   | 86   |
|               | 1968 | 1982 | 1990 | 2006 | 2013 | 2015 | 2017 | 2019 | 2020 | 2022 |